# Ronde van Spanje 1961
De 16e editie van de Ronde van Spanje ging op 29 april 1961 van start in San Sebastian, in het noorden van Spanje. Na 2823 kilometer en 16 etappes werd op 11 mei in Bilbao gefinisht. De ronde werd gewonnen door de Spanjaard Angelino Soler. 

## Eindklassement
Angelino Soler werd winnaar van het eindklassement van de Ronde van Spanje van 1961 met een voorsprong van 51 seconden op François Mahé. In de top tien eindigden negen Spanjaarden. 
| rang | renner                  | land      | ploeg           | tijd       |
| ---- | ----------------------- | --------- | --------------- | ---------- |
| 1    | Angelino Soler          | Spanje    | Faema           | 77u 36'17" |
| 2    | François Mahé           | Frankrijk | Francia - Afcas | + 0'51"    |
| 3    | José Pérez Francés      | Spanje    | Ferrys          | + 2'23"    |
| 4    | Antonio Suárez          | Spanje    | Faema           | + 2'47"    |
| 5    | Antonio Gómez del Moral | Spanje    | Faema           | + 3'13"    |
| 6    | Vicente Iturat          | Spanje    | Catigene        | + 5'29"    |
| 7    | Fernando Manzaneque     | Spanje    | Licor 43        | + 5'47"    |
| 8    | Antonio Karmany         | Spanje    | Kas             | + 6'07"    |
| 9    | Carmelo Morales         | Spanje    | Licor 43        | + 7'39"    |
| 10   | Jesús Loroño            | Spanje    | Ferrys          | + 7'47"    |

## Etappe-overzicht
| Etappe | Van - naar               | Km         | Etappewinnaar      | Klassementsleider   |
| ------ | ------------------------ | ---------- | ------------------ | ------------------- |
| 1a     | San Sebastián            | 10,5 (TTT) | Faema              | Eusebio Vélez       |
| 1b     | San Sebastián - Pamplona | 91         | Marcel Rohrbach    | Eusebio Vélez       |
| 2      | Pamplona                 | 174        | François Mahé      | Eusebio Vélez       |
| 3      | Pamplona - Huesca        | 174        | Vicente Iturat     | François Mahé       |
| 4      | Binéfar - Barcelona      | 199        | Marcel Seynaeve    | José Luis Talamillo |
| 5      | Barcelona - Tortosa      | 185        | Jesús Galdeano     | José Luis Talamillo |
| 6      | Tortosa - Valencia       | 188        | Angelino Soler     | Marcel Seynaeve     |
| 7      | Valencia - Benidorm      | 141        | René Van Meenen    | Marcel Seynaeve     |
| 8      | Benidorm - Albacete      | 211        | José Pérez Francés | Marcel Seynaeve     |
| 9      | Albacete - Madrid        | 198        | Alves Barbosa      | Marcel Seynaeve     |
| 10     | Madrid                   | 195        | Luis Otaño         | Marcel Seynaeve     |
| 11     | Madrid - Valladolid      | 189        | Arthur De Cabooter | André Messelis      |
| 12     | Valladolid - Palencia    | 48 (ITT)   | Antonio Suárez     | André Messelis      |
| 13     | Palencia - Santander     | 220        | Francisco Moreno   | André Messelis      |
| 14     | Santander - Vitoria      | 235        | François Mahé      | André Messelis      |
| 15     | Vitoria - Bilbao         | 179        | Antonio Karmany    | Angelino Soler      |
| 16     | Bilbao                   | 159        | Gabriel Company    | Angelino Soler      |